# British Army im Zweiten Weltkrieg
Die British Army spielte eine entscheidende Rolle im Zweiten Weltkrieg. Als eine der wichtigsten alliierten Streitkräfte kämpfte sie in verschiedenen Kriegsschauplätzen gegen die Achsenmächte. Zu Beginn des Krieges im Jahr 1939 war die British Army im Vergleich zur deutschen  Wehrmacht noch relativ klein und wenig modernisiert. Im Verlauf des Konflikts führte Großbritannien jedoch eine umfangreiche Aufrüstung durch und mobilisierte eine beträchtliche Anzahl von Truppen.

## Geschichte

### 1939
Nach der Kriegserklärung am 3. September 1939 entsandten die Briten die British Expeditionary Force (BEF) nach Nordfrankreich. Trotz der Verwundbarkeit ihres kleinen Landes und der offensichtlichen strategischen Bedeutung, einen feindlichen Angriff in den Niederlanden aufzuhalten, blieben die Belgier weiterhin neutral und weigerten sich, französische und britische Truppen ihre Grenzen passieren zu lassen. Der Winter 1939 verlief für das BEF, das nun mehr als 394.000 Mann zählte, ruhig. Die Moral der Truppe war relativ gut, trotz einiger Unzulänglichkeiten bei der Ausrüstung und der mangelnden Unterstützung und Ausbildung, die vor allem bei den eilig mobilisierten Einheiten auftraten. Die Zeit wurde mit Ausbildung, Patrouillen und dem Graben von Verteidigungsanlagen verbracht.

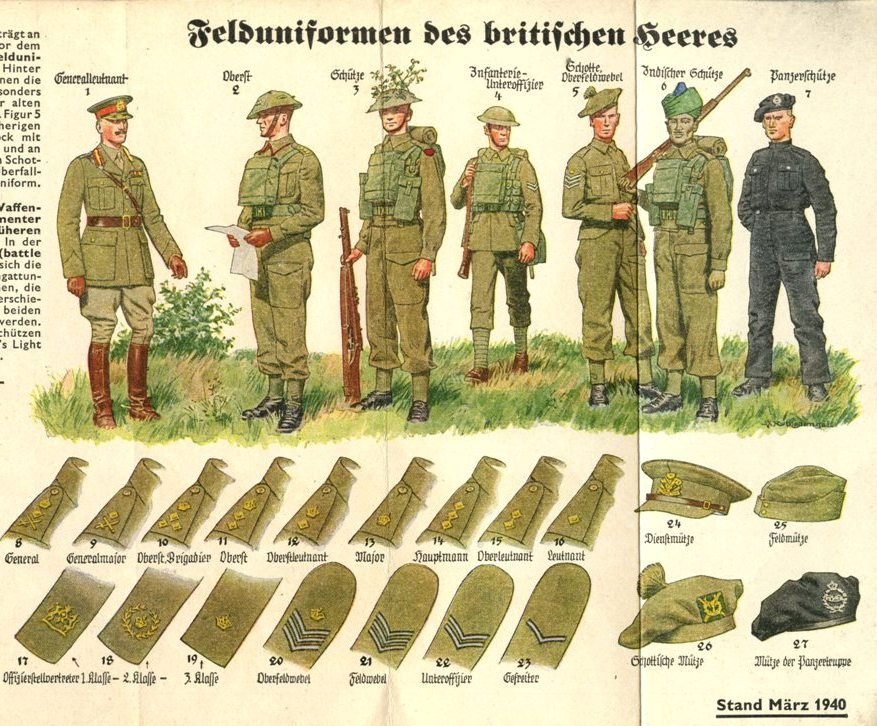
„Felduniformen des britischen Heeres“; deutsches Merkblatt der Abteilung Fremde Heere West, 1940

### 1940
Um die für Deutschland so wichtigen Erzvorkommen in Norwegen zu sichern und die verzweigte Küste als weitere Ausgangsbasis für die Kriegsmarine zu nutzen, begann das deutsche OKW am 9. April mit der Invasion Norwegens. Um dem zu begegnen, landeten am 15. April britische Truppen bei Narvik. Trotz zahlloser Schwierigkeiten gelang es den britischen Streitkräften, vorübergehend einige Erfolge zu erzielen. Sie eroberten die strategisch wichtige Stadt Narvik und besetzten weitere Küstenabschnitte. Allerdings waren die britischen Truppen in Norwegen letztendlich nicht in der Lage, ihre Ziele zu erreichen. Bis Mitte Juni 1940 waren die Briten gezwungen, sich aus Norwegen zurückzuziehen. Auch in Frankreich war das Britische Expeditionskorps auf dem Rückzug. Zwar wurden die britischen Truppen in Dünkirchen eingeschlossen, aber dank dem Einsatz der Royal Navy konnten über 300.000 Soldaten im Rahmen der Operation Dynamo gerettet werden. Zur gleichen Zeit konnten die Briten mit der Operation Forck eine mögliche deutsche Invasion von Island verhindern. Im Juni war Italien auf der Seite Deutschlands in den Krieg eingetreten. Im Juli stießen die Italiener in Ostafrika nach Britisch-Somaliland vor. Die stationierten Streitkräfte der British Army waren den Italienern 1:5 unterlegen und mussten sich schließlich zurückziehen; am 19. August wurde Berbera, die Hauptstadt von Britisch-Somaliland, von Italien besetzt. Im September folgte der Vormarsch nach Ägypten. Die Italiener konnten bis nach Sidi Barrani vorstoßen und sich dort eingraben. Im Dezember begannen die Briten mit der Operation Compass und konnten den Italienern in der Schlacht von Sidi Barrani einen schweren Schlag versetzen.

### 1941
Während die Briten in Nordafrika die Italiener in der Schlacht von Bardia besiegten, begannen sie ebenfalls im Januar eine von zwei Seiten geführte Offensive gegen Kenia und Italienisch-Somaliland im Süden und im Norden gegen den Sudan und Eritrea, die im Mai 1941 mit der Kapitulation aller italienischen Streitkräfte in Ostafrika endete. Am 22. Januar eroberten die Briten Tobruk und am 6. Februar Benghazi. Verstärkt durch weitere Truppen aus Deutschland begann am 30. März die deutsche und italienische Gegenoffensive. Die Briten besiegten die Deutschen bei Tobruk, aber die beiden Operationen Brevity im Mai und Battleaxe Mitte Juni scheiterten beide, woraufhin sich die Briten hinter die ägyptische Grenze zurückzogen. Auch in Griechenland waren die Briten nach dem Beginn von Unternehmen Marita und Merkur auf dem Rückzug. Bis zum Winter konnten die Briten lediglich im Irak in Syrien und Iran Erfolge erzielen. Mit Beginn von Operation Crusader am 18. November gingen die Briten auch in Nordafrika wieder in die Offensive. Unter schweren Verlusten konnte die British Army die Deutschen bis zum Ende des Jahres nach El Agheila, zurückdrängen.

### 1942
Anfang des Jahres plante die British Army ihren Vorstoß in die Kyrenaika fortzusetzen, wurde aber von einer weiteren Deutschen Offensive überrascht, die sie zwang, sich erneut aus Benghazi zurückzuziehen. Etwa zur gleichen Zeit begannen die Briten mit der Invasion von Madagaskar, die im November mit einem Sieg der Briten endete. In Nordafrika entwickelte sich die Situation immer schlechter für die British Army. Ende Mai hatten die Deutschen Unternehmen Theseus begonnen das mit einer verheerenden Niederlage der Briten und dem Rückzug an die ägyptische Grenze endete. Ein weiteres Vordringen nach Ägypten konnte die British Army in der ersten Schlacht von El Alamein verhindern. Mit dem Sieg in der Schlacht von Alam Halfa ging die Offensive endgültig auf die Briten über und endete mit dem Rückzug der Deutschen nach der zweiten Schlacht von El Alamein. Nach der Landung weiterer Verstärkung im November erreichten die Briten am 16. Dezember den Durchbruch bei El Agheila. Fünf Tage später am 21. Dezember erreichten die Briten Sirte, wo der Vormarsch bis zum Ende des Jahres stoppte.

### 1943
Nachdem die Deutschen ebenfalls Verstärkung erhalten hatten, versuchten sie den gegnerischen Vormarsch zu stoppen. Bis zum 26. Februar konnten die Deutschen die Briten bis hinter Medjez und Béja zurückdrängen. Anschließend starteten sie einen weiteren Angriff, um den Vorstoß der Briten zu verzögern. Der Angriff konnte schnell abgewehrt werden. Ende März gingen die Briten in Tunesien zur Offensive über. Am 7. Mai eroberten die Briten Tunis und Bizerta. Mit der Kapitulation der Italiener und Deutschen am 13. Mai endete für die British Army der Krieg in Nordafrika. Im Sommer verlagerte sich das Einsatzgebiet der British Army mit Beginn der Operation Husky in Sizilien im Juli nach Europa. Nach der erfolgreichen Eroberung von Sizilien (Italien) und der Invasion auf dem Festland Italiens konnten die Briten zusammen mit den US-Truppen die in Italien stationierte Wehrmacht bis hinter Neapel zurückdrängen. Nach der zunächst erfolgreichen Besetzung der Italienischen Ägäis-Inseln im September waren die Briten jedoch im November wieder gezwungen, sich auf Grund überlegener deutscher Kräfte zurückzuziehen.

### 1944
Der Vorstoß der Briten in Italien setzte sich im Januar 1944 mit der Landung bei Anzio und dem Beginn der Schlacht von Monte Cassino fort. Ende Februar wehrten die Briten einen letzten Deutschen Gegenangriff bei Anzio ab und konnten zusammen mit den Amerikanern im Mai Monte Cassino und im Juni Rom von den Deutschen befreien. Zwei Tage nach der Befreiung von Rom begann die Landung der Alliierten in der Normandie. Die Briten landeten an den Abschnitten Gold, Sword und Juno und konnten die Deutschen bis September bis hinter Brüssel zurückdrängen. Auch in Italien kamen die Briten schnell vorwärts; bis Dezember hatten die Briten Ravenna erreicht. Anfang Oktober waren die Briten auf dem griechischen Festland gelandet und hatten am 5. Dezember Athen erreicht.

### 1945
Mit dem Beginn des Jahres 1945 war die British Army Teil der alliierten Streitkräfte, die in Westeuropa operierten. Im Januar 1945 führte die British Army die Operation Blackcock durch. Das Ziel dieser Operation war es, deutsche Streitkräfte aus dem Rur-Dreieck in den Niederlanden zu vertreiben. Die Truppen der British Army kämpften erfolgreich gegen die deutschen Verteidigungslinien und eroberten wichtige Städte wie Sittard und Roermond. Durch diese Offensive wurde der Weg für den weiteren Vormarsch der Alliierten nach Deutschland geebnet. Im März überquerten die Briten den Rhein und waren trotz massivem deutschem Widerstand in der Lage, einen Brückenkopf bei Wesel zu errichten. Die Briten setzten im April ihren Vormarsch auf deutschem Boden mit der Eroberung von Hamburg und Bremen fort. Bis zur deutschen Kapitulation war die British Army bis nach Wismar vorgedrungen.

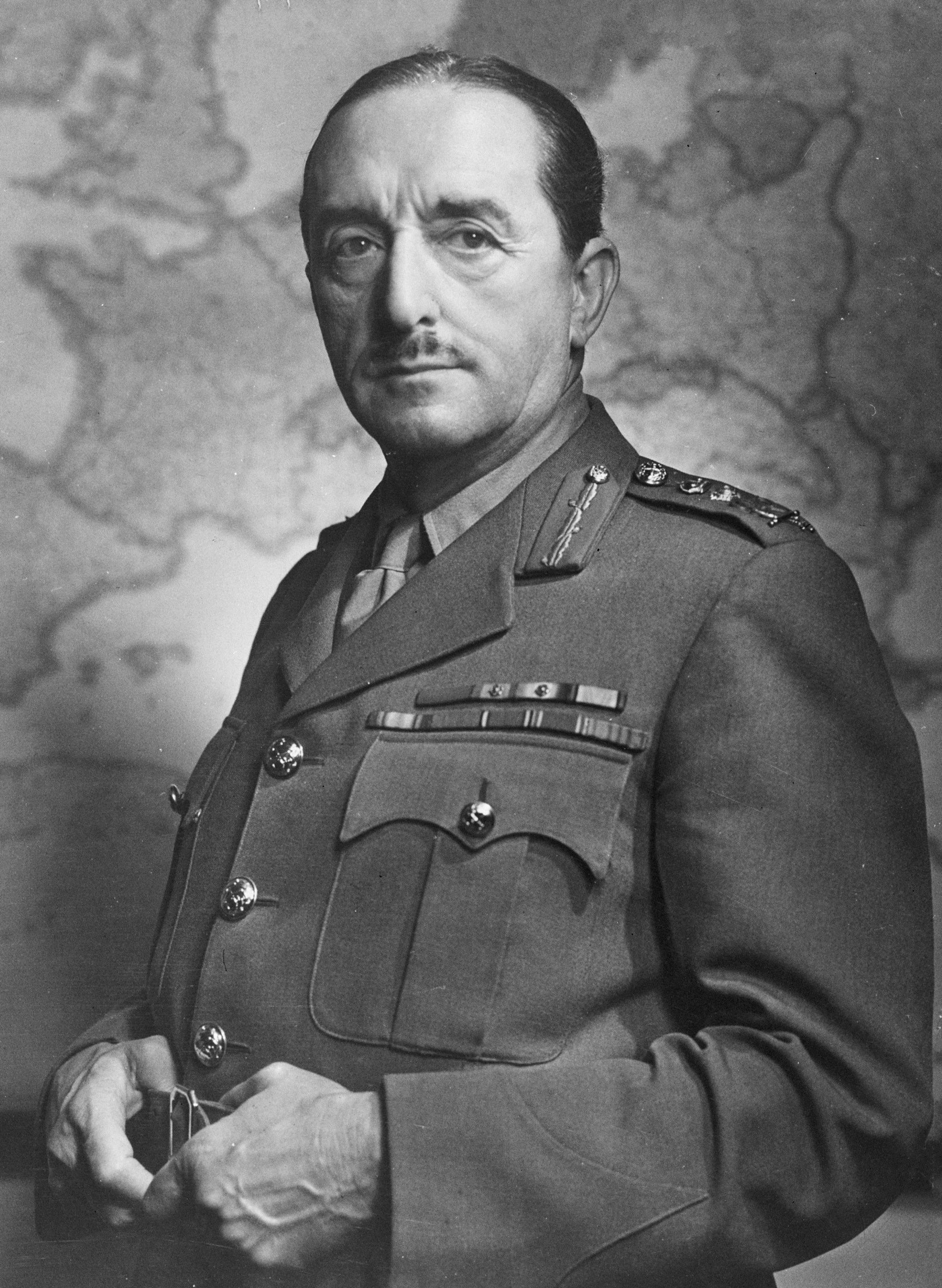
Alan Brooke Chefs des Imperialen Generalstabes

## Führung, Kontrolle und Organisation
Zu Beginn des Krieges lag das Oberkommando für alle drei Teilstreitkräfte Heer, Marine und Luftwaffe beim Kriegskabinett. Als Churchill im Mai 1940 zum Premierminister gewählt wurde, bildete er ein zusätzliches Inneres Kriegskabinett, in dem er direkt mit den militärischen Befehlshabern agieren konnte, die zusammen das Chief of Staffs Committee bildeten. Das Oberkommando über die britische Armee lag beim Army Council. Es setzte sich aus folgenden Mitgliedern zusammen: 
- Secretary of State for War Parliamentary
- Under-secretary of State for War
- Chief of the Imperial General Staff
- Adjutant-General to the Forces
- Quarter-Master-General to the Forces
- Vice-Chief of the Imperial General Staff
- Deputy Chief of Imperial the General Staff
- Parliamentary under-secretary of State for War
- Financial Secretary of the War
- Office Director-General of Army Requirements
- Permanent Under-Secretary of State for War[14]

Zwar wurden alle Befehle im Namen des Army Council und nicht von einer einzelnen Person erteilt; der Kriegsminister war jedoch dem Kriegskabinett gegenüber für alle Armeeangelegenheiten allein verantwortlich. 1939 bestand das Britische Heer aus der Regulären Armee der Territorial Army und zahlreichen Reservekräften. Diese wiederum waren in die Home Forces, AA-Command, die Britischen Streitkräfte im Nahen Osten, und die Britischen Streitkräfte in Indien unterteilt. Die gesamte Armee war in 47 Divisionen unterteilt: 11 Panzer-, 34 Infanterie- und 2 Luftlandedivisionen.
Während des Kriegs bestanden die britischen Landstreitkräfte aus sieben Armeen: 1st, 2nd, 8th, 9th, 10th, 12th und 14th. In der Stärke von 1944 umfasste eine typische Armee vier Korps, wobei jedes Korps über zwei Infanteriedivisionen, eine Panzerdivision und angeschlossene Korpsverbände verfügte. Auf jeder höheren Kommandoebene (Armee und Korps) konnten die angegliederten Truppen unabhängige Brigaden der Infanterie und Panzerverbände der Feld-, mittleren und schweren Artillerie sowie der Flugabwehr- und Panzerabwehr umfassen; außerdem Pionier- und Fernmeldetruppen sowie Transport-, Nachschub-, Werkstatt- und Sanitätseinheiten. Diese konnten alle zur Unterstützung der unteren Formationen und Einheiten nach Bedarf eingesetzt werden.

### Division und Brigade
Jede Infanteriedivision bestand aus drei Infanteriebrigaden und wurde in der Regel von einem Generalmajor kommandiert. Hinzu kamen drei Artillerieregimenter und ein Kavallerieregiment; insgesamt etwa 13.600 Mann. Diese theoretische Stärke wurde je nach den operativen Erfordernissen oft kurzfristig geändert. Das Artillerieregiment bestand aus je zwei Batterien mit 24 Geschützen. Das Kavallerieregiment bestand aus 28 leichten Panzern und 44 Universal Carrier Tanketten. Dem Divisionsstab waren eine Militärpolizeikompanie, eine Fernmeldekompanie, eine Pionierkompanie und ein Feldlazarett unterstellt. Außerdem unterstand dem direkten Divisionskommando, obwohl es normalerweise taktisch auf die Infanteriebrigaden verteilt war, entweder ein Maschinengewehrbataillon oder ein Unterstützungsbataillon, das sowohl für die Unterstützung der Maschinengewehr- als auch der schweren Mörsereinheiten zuständig war. Die Infanteriebrigade, die in der Regel von einem Brigadier befehligt wurde, war die Grundeinheit der Kampfgruppe. Die Brigade bestand aus drei Bataillonen und einem zusätzlichen Zug von 38 Mann, einer Panzerabwehrbatterie, einer leichten Flugabwehrbatterie, einer mobilen Geschütz- und Motorreparatureinheit - Light Aid Detachment (LAD) - und einer Fernmeldeeinheit. Eine Brigade hatte einen Stab von 66 Mann und bestand aus dem Stabsoffizier, in der Regel einem Major, einem Adjutanten und dem Quartiermeister. Die anderen Mitglieder des Stabs waren ein Brigadeaufklärungsoffizier, drei Kraftfahrzeugverbindungsoffiziere, ein Fernmeldeoffizier, ein Stabskapitän und ein Transportoffizier.

### Bataillon und Kompanie
Das Bataillon wurde von einem Lieutenant-colonel kommandiert und hatte eine Stärke von 786 Mann. Es bestand aus dem Bataillonsstab, einer Stabskompanie, einer Unterstützungskompanie und vier Schützenkompanien. Die Stabskompanie bestand aus einem Fernmeldezug, einem Mörserzug, einem Flugabwehrzug, einem Trägerzug, einem Pionierzug und einem Verwaltungszug. Eine Schützenkompanie, die von einem Hauptmann befehligt wurde, bestand aus 124 Mann. Die Schützenkompanien bestanden jeweils aus einem Stab und drei Schützenzügen, die im gesamten Bataillon durchnummeriert waren. Züge waren in drei Trupps mit je sieben Mann sowie einer kleinen Maschinengewehrabteilung, die jedem Trupp zugeordnet war, eingeteilt.

## Rekrutierung und Ausbildung
Die Stärke der britischen Armee wurde vom Kriegsministerium im April 1939 wie folgt angegeben: Reguläre Armee 224.000, Territorial Army Field Force 325.000 und Territorial Army Anti-Aircraft Units 96.000, was eine Gesamtstärke von 645.000 Mann unter Waffen ergab. Ein Großteil der regulären Armee befand sich jedoch in Indien oder war in kleinen Garnisonen auf der ganzen Welt verstreut, so dass weitere Kräfte im Inland aufgebaut werden mussten. Im März 1939 war beschlossen worden, die Größe der Territorial Army zu verdoppeln, und im darauf folgenden Monat wurde die Wiedereinführung der Wehrpflicht beschlossen. Das Parlament verabschiedete am 27. April 1939 das Gesetz über die militärische Ausbildung, und im Juni 1939 meldeten sich mehr als 200.000 Männer im Alter zwischen 20 und 21 Jahren. Die Gesamtstärke der Army lag am 3. September 1939 bei 1.065.000. Bis zum Sommer 1944 diente annähernd 1/3 der arbeitsfähigen männlichen Bevölkerung in den drei Teilstreitkräften.
Die Ausbildung wurde als wesentlich für den modernen Militärdienst angesehen. Eine Armee kann noch so gut ausgerüstet sein oder eine noch so ausgeklügelte Strategie verfolgen, sie wird nur dann erfolgreich sein, wenn die Offiziere und Männer, aus denen sie besteht, sowohl einzeln als auch in ihrer Gesamtheit gut ausgebildet sind. Die sechswöchige Grundausbildung (General Military Training, GMT) wurde in den Primary Training Centres (PTC) durchgeführt. Die Ausbildung umfasste körperliche Ertüchtigung, Drill, Kartenlesen und Taktik.
Mit der Vergrößerung der Armee stieg auch der Bedarf an Offizieren. Zu Beginn des Krieges war es üblich, kleine, über das ganze Land verteilte Offizierskadettenverbände zu schaffen. Nach zwei Jahren stellte man jedoch fest, dass diese Offizierseinheiten homogener werden mussten und besser durch eine gemeinsame Doktrin von einer militärischen Ausbildungsabteilung im Kriegsministerium kontrolliert werden sollten. Offiziersanwärter wurden in der Regel in der Phase der Korpsausbildung ausgewählt und an einen Auswahlausschuss des Kriegsministeriums geschickt. Wenn ein potenzieller Offizier ausgewählt wurde, kam er zu einer Kadettenausbildungseinheit, wo eine endgültige Entscheidung getroffen wurde. Ein Kandidat konnte dort bis zu neun Wochen verbringen oder nach einer Woche zur Officer Cadet Training Unit (OCTU) geschickt werden. Andere, die sich zu irgendeinem Zeitpunkt als ungeeignet erwiesen, wurden zur Einheit zurückgeschickt. Die Dauer der Kurse reichte von 17 bis zu 30 Wochen.

### Technische Ausbildung

#### Fahrzeugführung

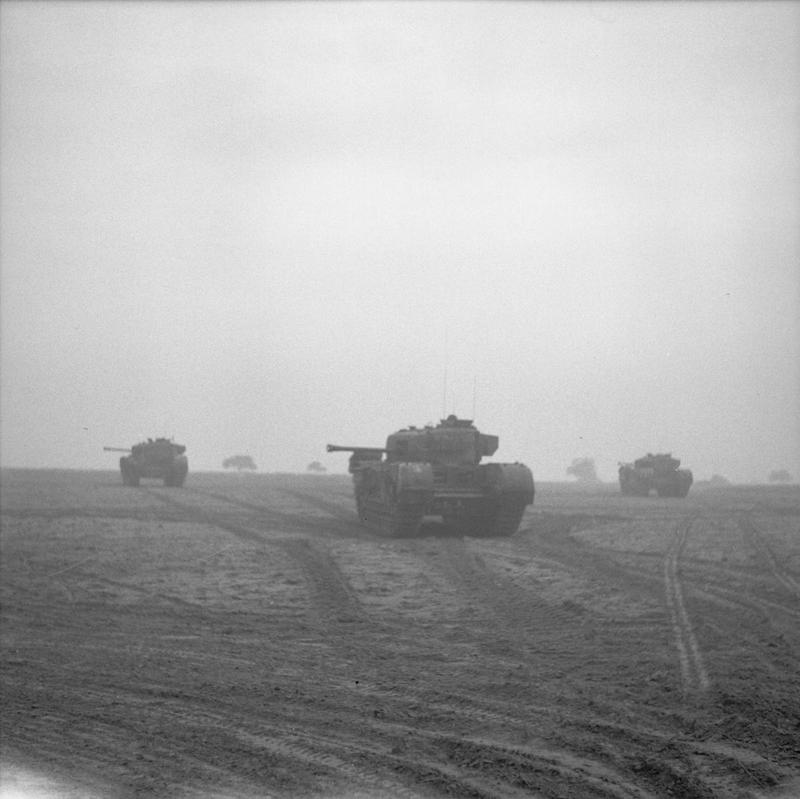
Panzer des 7th Royal Tank Regiment (31st Tank Brigade) rücken während der Operation Epsom in der Normandie am 25. und 26. Juni 1944 vor.

Die Ausbildung zum Panzersoldaten für das Royal Armoured Corps (RAC) dauerte 36 Wochen. Die ersten fünf Wochen bestanden aus Drill und Fitnesstraining. Danach folgten 13 Wochen Fahrtraining und Wartung. Anschließend folgten sechs Wochen Schießtraining. Die verbleibenden Wochen wurden damit verbracht, der Truppe den letzten Schliff zu verpassen. Darunter der Gebrauch von Kleinkaliberwaffen, zeremonieller Drill und Exerzierparaden. In Großbritannien begann mit dem Ausbruch des Krieges das kleine Royal-Tank-Corps-Ausbildungszentrum in Bovington – heute die Army Armoured Fighting Vehicles School – mit einer massiven Expansion zu einer landesweiten Organisation, die sowohl Ausbilder als auch Rekruten für das gesamte Royal Armoured Corps ausbilden musste. Der erste Schritt umfasste die Bildung einer Miliz-Ausbildungsstaffel für jede reguläre Einheit der Kavallerie und des Royal Tank Corps, die dann regelmäßig Rekruten aufnahm. Diese Ausbildungsstaffeln wurden zur Keimzelle der RAC-Ausbildungsregimenter. Bis zum Ende des zweiten Kriegsjahres wurden elf dieser Regimenter gebildet (das 51. und 56. in Catterick, das 52. und 58. in Bovington, das 53., 59., 60. und 61. in Tidworth, das 54. in Perham Down, das 55. in Farnborough und das 57. in Warminster). Panzerschießstände in Castlemartin, Redesdale, Kirkcudbright, Warcop, Lulworth und Minehead wurden errichtet oder vergrößert. Während des gesamten Krieges blieb die Army Armoured Fighting Vehicle (AFV) School in Bovington der wichtigste Teil des RAC-Ausbildungssystems.

#### Artillerie
Es gab insgesamt sieben Regimenter mit einer achtwöchigen Feldausbildung (und zwölf Wochen für Spezialisten). Diese Regimenter brachten alle zwei Wochen 120 Mann hervor. Ein weiteres Regiment war für die Ausbildung der mittleren und schweren Artillerie, die ebenfalls acht bis zwölf Wochen dauerte, zuständig. Hier wurden alle zwei Wochen 200 Mann ausgebildet. Insgesamt drei Regimenter waren für die Panzerabwehr zuständig, die acht Wochen dauerte und alle zwei Wochen 100 Mann hervorbrachte. Fünf Regimenter waren für die Signalausbildung vorgesehen, die 18 Wochen lang dauerte.

### Bezahlung
Die Besoldungssätze für Offiziere und Soldaten variierten je nach Dienstalter, Leistung und beruflicher Qualifikation. Die Soldaten erhielten ihre Unterkunft und Verpflegung unentgeltlich und erhielten darüber hinaus weitere Sachleistungen wie Kleidung, medizinische Versorgung und Familienzulagen. Im Jahr 1940 betrugen die Tagessätze für Mannschaftsdienstgrade zwischen 2 und 3 Schilling und 6 Pence pro Tag. Die Unteroffiziere erhielten einen Sold von 4 bis 12 Schilling pro Tag.

## Dienstgrade
| Ränge und Rangabzeichen Offiziere | Ränge und Rangabzeichen Offiziere | Ränge und Rangabzeichen Offiziere | Ränge und Rangabzeichen Offiziere | Ränge und Rangabzeichen Offiziere | Ränge und Rangabzeichen Offiziere | Ränge und Rangabzeichen Offiziere | Ränge und Rangabzeichen Offiziere | Ränge und Rangabzeichen Offiziere | Ränge und Rangabzeichen Offiziere | Ränge und Rangabzeichen Offiziere | Ränge und Rangabzeichen Offiziere |
| Bezeichnung                       | Flagg officer                     | Flagg officer                     | Flagg officer                     | Flagg officer                     | Senior officer                    | Senior officer                    | Senior officer                    | Junior officer                    | Junior officer                    | Junior officer                    |                                   |
| --------------------------------- | --------------------------------- | --------------------------------- | --------------------------------- | --------------------------------- | --------------------------------- | --------------------------------- | --------------------------------- | --------------------------------- | --------------------------------- | --------------------------------- | --------------------------------- |
| Schulterstück                     |                                   |                                   |                                   |                                   |                                   |                                   |                                   |                                   |                                   |                                   |                                   |
| Rang                              | Field Marshal                     | General                           | Lieutenant General                | Major General                     | Colonel                           | Lieutenant Colonel                | Major                             | Captain                           | Lieutenant                        | 2nd Lieutenant                    |                                   |

| Schulterstück |                         |                      |                         |                         |                |          |          |                |
| Rang          | Warrant Officer Class 1 | Staff Sergeant Major | Warrant Officer Class 2 | Warrant Officer Class 3 | Staff Sergeant | Sergeant | Corporal | Lance Corporal |

## Ausrüstung
Der für den aktiven Dienst ausgerüstete Infanteriesoldat war mit einem Lee-Enfield No. 4 Mk. I Repetiergewehr einem Bajonett, 50 Schuss Munition, Verpflegung, einem Zeltboden, einem Mantel, dem Soldbuch und seinem Ausweis, einem Atemschutzgerät, Socken, Overall, einem Tornister, Feldflasche, Brodie-Helm, Leinenschuhen, Handschuhen, Unterwäsche, einem Kulturbeutel, Besteck, einem Handtuch, einem Pullover, Nähzeug, einem Hemd und Ersatzschuhen ausgestattet. Das Gewicht der getragenen und mitgeführten Ausrüstung betrug etwa 25 kg. Pro Bataillon kamen fünfzig leichte Maschinengewehre, zweiundzwanzig Panzerbüchsen, zwei 81 mm- und zwölf 51 mm-Mörser hinzu. Bis 1945 hatte sich die Zahl der leichten Maschinengewehre in einer Division auf 1.262 erhöht, während die Panzerbüchse dem PIAT (Projector Infantry Anti-tank) gewichen war, von dem es 436 Stück in einer Division gab. Diese Waffe verschoss ein panzerbrechendes Explosivgeschoß. Die Panzerabwehr wurde auf achtundsiebzig 6-Pfünder und zweiunddreißig 17-Pfünder aufgestockt. Das Repetiergewehr wurde nach und nach durch den Maschinenkarabiner abgelöst, von dem es Ende des Krieges 6.525 Stück pro Division gab. Auch die Mörser hatten an Bedeutung gewonnen – 359 aller Kaliber im Jahr 1945 gegenüber 126 im Jahr 1939. Die Infanteriedivision von 1945 war gegen Luftangriffe mit 54 leichten Flakgeschützen ausgerüstet. Ende Juni 1945 besaß die British Army etwa 22.000 Panzer (light, medium, heavy) und 10.000 gepanzerte Fahrzeuge.